# Калашников (Ростовская область)
Калашников — хутор в Кашарском районе Ростовской области.
Входит в состав Верхнесвечниковского сельского поселения.

## География

### Улицы
- ул. Береговая,
- ул. Подтелковская,
- пер. П. Яценко.

## Население
| 2010 |
| ---- |
| 227  |